# Unión del Magreb Árabe
La Unión del Magreb Árabe (en árabe: اتحاد المغرب العربي Ittiḥād al-Magrib al-ʿArabī) es un acuerdo de interacción comercial firmado el 17 de febrero de 1989 en Marrakech por los jefes de Estado de Argelia, Libia, Marruecos, Mauritania y Túnez.
La Unión no ha podido lograr un progreso tangible en sus objetivos debido a los profundos desacuerdos económicos y políticos entre Marruecos y Argelia con respecto, entre otros, al tema del Sáhara Occidental. No se han celebrado reuniones de alto nivel desde el 3 de julio de 2008  y distintos analistas consideran que la Unión está en gran parte inactiva.

## Historia
La idea de una unión económica del Magreb comenzó con la independencia de Túnez y Marruecos en 1956. Sin embargo, no fue sino hasta treinta años después, que cinco estados del Magreb —Argelia, Libia, Mauritania, Marruecos y Túnez— se reunieron por primera vez. Cumbre del Magreb en 1988. La Unión se estableció el 17 de febrero de 1989 cuando los Estados miembros firmaron el tratado en Marrakech. Según la Ley Constitucional, su objetivo es garantizar la cooperación "con instituciones regionales similares ... [para] participar en el enriquecimiento del diálogo internacional ... [para] reforzar la independencia de los Estados miembros y ... [ para] salvaguardar [...] sus activos". La relevancia estratégica de la región se basa en el hecho de que, colectivamente, cuenta con grandes reservas de fosfato, petróleo y gas, y es un centro de tránsito hacia el sur de Europa. El éxito de la Unión sería, por lo tanto, económicamente importante.
Su origen inmediato en la primera cumbre magrebí, celebrada en Argel el 10 de junio de 1988. Sus instituciones más relevantes son: el Consejo Presidencial, compuesto por los jefes de Estado de los cinco países miembros bajo la presidencia por turnos de cada uno de ellos durante seis meses; el Consejo de Ministros de Asuntos Exteriores; el Comité de Seguimiento, compuesto por un miembro de cada gobierno; el Consejo Consultivo, compuesto por diez diputados de cada parlamento nacional; un órgano judicial formado por dos jueces de cada país, encargado de arbitrar los litigios entre Estados miembros y una Secretaría General del Consejo Presidencial.
Los jefes de Estado firmantes del tratado original fueron: el rey  Hasan II de Marruecos; el presidente tunecino Zine El Abidine Ben Ali, el presidente argelino Chadli Bendjedid, el líder libio Muammar al-Gaddafi y el presidente mauritano Maaouya Ould Sid'Ahmed Taya. 
La rivalidad tradicional entre Marruecos y Argelia, además de la cuestión sin resolver sobre la soberanía del Sahara Occidental han bloqueado las reuniones de este organismo desde el año 1994. La última conferencia de alto nivel, que debería haber tenido lugar en 2005, fue cancelada por la negativa de Marruecos a participar debido al apoyo verbal de Argelia a la independencia del Sahara Occidental. El Sahara Occidental fue una colonia española hasta que fue cedida para Marruecos y Mauritania en 1975. Desde entonces Argelia ha apoyado siempre al movimiento de liberación saharaui, el Frente Polisario.
Si bien actualmente la UMA no está en funciones, los gobiernos de los países miembros, sobre todo de Marruecos, pretenden reactivar las relaciones e instituciones de este organismo económico.
En 2023, el proyecto de moneda única en la zona sigue siendo técnicamente factible pero políticamente inviable..
En abril de 2024, Argelia, Túnez y Libia discuten la creación de una nueva entidad norteafricana, que supuestamente sustituirá a la Unión del Magreb Árabe, que consideran “inoperante”, sin Marruecos y Mauritania. Se decidió que se crearían grupos de trabajo conjuntos para coordinar esfuerzos sobre la seguridad de las fronteras comunes frente a la migración irregular y el establecimiento de importantes proyectos conjuntos de inversión en la producción de cereales y la desalinización de agua de mar como medida frente al cambio climático y la libre circulación de bienes y personas entre los tres países.

## Organización

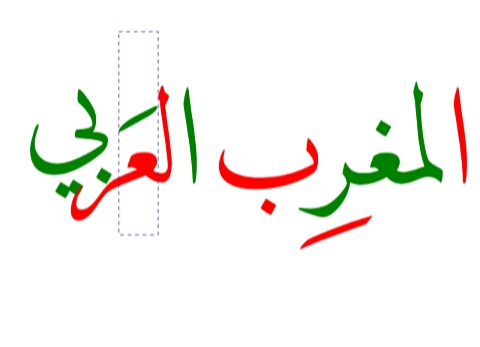
Unión del Magreb Árabe en caligrafía islámica.

Existe una presidencia rotativa dentro de la AMU que se lleva a cabo a su vez por cada nación. El actual secretario general es el tunecino Taïeb Baccouche.

## Datos relevantes
| Unión del Magreb Árabe اتحاد المغرب العربي | Unión del Magreb Árabe اتحاد المغرب العربي                                            |
| ------------------------------------------ | ------------------------------------------------------------------------------------- |
| Emblema                                    |                                                                                       |
|                                            |                                                                                       |
| Sede de la Secretaría                      | Rabat, Marruecos                                                                      |
| Ciudad más grande                          | Casablanca                                                                            |
| Idioma oficial                             | Árabe                                                                                 |
| Gentilicio                                 | Magrebí                                                                               |
| Estados miembros                           | - Argelia - Libia - Mauritania - Marruecos - Túnez                                    |
| Líderes                                    |                                                                                       |
|                                            |                                                                                       |
| • Secretario general                       | Taïeb Baccouche                                                                       |
| Zona                                       |                                                                                       |
| • Total                                    | 6 046 441 km 2 (2 334 544 millas cuadradas) (7.º)                                     |
| Población                                  |                                                                                       |
| • Estimación 2020                          | 102 877 547 (13.º)                                                                    |
| • Densidad                                 | 17 / km2 (44.0 / sq mi) (217.º)                                                       |
| PIB ( PPA )                                | Estimación 2020                                                                       |
| • Total                                    | $ 1 299 173 billones ( 23 )                                                           |
| • Per cápita                               | $ 12 628                                                                              |
| PIB (nominal)                              | Estimación 2020                                                                       |
| • Total                                    | $ 382.780 mil millones ( 37 )                                                         |
| • Per cápita                               | $ 3,720                                                                               |
| Gini (2012)                                | 32.8 medio                                                                            |
| IDH (2019)                                 | 0.715 alto · 106                                                                      |
| Moneda                                     | - Dinar argelino - Dinar libio - Ouguiya mauritana - Dirham marroquí - Dinar tunecino |
| Sitio web https://maghrebarabe.org/        |                                                                                       |

## Economía
La economía de la UMA combina las economías de cuatro de los cinco Estados miembros. Todos los países son predominantemente estados árabes y musulmanes. Los cuatro de cada cinco países de la UMA tienen un PIB combinado (en paridad de poder adquisitivo ; PPA) de US $ 1,5276 billones. El país más rico sobre la base del PIB per cápita en PPP es Argelia. Sobre la base del PIB per cápita (nominal), Libia es el país más rico, con ingresos superiores a 65,803 dólares per cápita.
| País                   | PIB (nominal)   | PIB (PPA)         | PIB (nominal) per cápita | PIB (PPA) per cápita | IDH   |
| ---------------------- | --------------- | ----------------- | ------------------------ | -------------------- | ----- |
| Argelia                | 200,171,000,000 | 693,109,000,000   | 4,645                    | 16,085               | 0,754 |
| Libia                  | 51,330,000,000  | 79,595,000,000    | 7,803                    | 12,100               | 0,706 |
| Mauritania             | 5,243,000,000   | 19,472,000,000    | 1,291                    | 4,797                | 0.520 |
| Marruecos              | 122,458,000,000 | 332,358,000,000   | 3,441                    | 9.339                | 0,667 |
| Túnez                  | 42,277,000,000  | 151,566,000,000   | 3,587                    | 12,862               | 0,735 |
| Unión del Magreb Árabe | 520,479,000,000 | 1.576,100,000,000 | 20,167                   | 53,623               | 0,707 |